# Supercoppa d'Iran
La Supercoppa d'Iran (in persiano سوپر جام ایران‎) è una competizione calcistica per club organizzata dalla Federazione calcistica dell'Iran e disputata dal 2005. 
Nella competizione si affrontano il vincitore della Lega professionistica del Golfo persico, il campionato iraniano di massima divisione, ed il vincitore della coppa nazionale. Nel caso in cui un club si aggiudichi entrambi i trofei, viene proclamato vincitore della Supercoppa. La competizione prevede un'unica gara per decretare il vincitore. In caso di parità alla fine dell'incontro, si disputano i tempi supplementari ed eventualmente i tiri di rigore.
Dopo la prima edizione, tenutasi nel 2005, il trofeo fu cancellato. Con l'elezione di Mehdi Taj a presidente della federcalcio iraniana, nel 2016, la competizione tornò a giocarsi.

## Albo d'oro
Legenda
| Vincitore del campionato iraniano                      |
| Vincitore della Coppa d'Iran                           |
| Vincitore del campionato iraniano e della Coppa d'Iran |

### Finals
| Anno | Vincitore                                                                    | Risultato                                                                    | Avversario                                                                   | Luogo                                                                        | Affluenza                                                                    |
| ---- | ---------------------------------------------------------------------------- | ---------------------------------------------------------------------------- | ---------------------------------------------------------------------------- | ---------------------------------------------------------------------------- | ---------------------------------------------------------------------------- |
| 2002 | Non disputatasi. Persepolis (campionato iraniano) - Esteghlal (Coppa d'Iran) | Non disputatasi. Persepolis (campionato iraniano) - Esteghlal (Coppa d'Iran) | Non disputatasi. Persepolis (campionato iraniano) - Esteghlal (Coppa d'Iran) | Non disputatasi. Persepolis (campionato iraniano) - Esteghlal (Coppa d'Iran) | Non disputatasi. Persepolis (campionato iraniano) - Esteghlal (Coppa d'Iran) |
| 2003 | Non disputatasi. Sepahan (campionato iraniano) - Zob Ahan (Coppa d'Iran)     | Non disputatasi. Sepahan (campionato iraniano) - Zob Ahan (Coppa d'Iran)     | Non disputatasi. Sepahan (campionato iraniano) - Zob Ahan (Coppa d'Iran)     | Non disputatasi. Sepahan (campionato iraniano) - Zob Ahan (Coppa d'Iran)     | Non disputatasi. Sepahan (campionato iraniano) - Zob Ahan (Coppa d'Iran)     |
| 2004 | Non disputatasi. PAS (campionato iraniano) - Sepahan (Coppa d'Iran)          | Non disputatasi. PAS (campionato iraniano) - Sepahan (Coppa d'Iran)          | Non disputatasi. PAS (campionato iraniano) - Sepahan (Coppa d'Iran)          | Non disputatasi. PAS (campionato iraniano) - Sepahan (Coppa d'Iran)          | Non disputatasi. PAS (campionato iraniano) - Sepahan (Coppa d'Iran)          |
| 2005 | Saba                                                                         | 4-0                                                                          | Foolad                                                                       | Stadio Shahid Dastgerdi, Teheran                                             | 2 000                                                                        |
| 2006 | Non disputatasi. Esteghlal (campionato iraniano) - Sepahan (Coppa d'Iran)    | Non disputatasi. Esteghlal (campionato iraniano) - Sepahan (Coppa d'Iran)    | Non disputatasi. Esteghlal (campionato iraniano) - Sepahan (Coppa d'Iran)    | Non disputatasi. Esteghlal (campionato iraniano) - Sepahan (Coppa d'Iran)    | Non disputatasi. Esteghlal (campionato iraniano) - Sepahan (Coppa d'Iran)    |
| 2007 | Non disputatasi. Saipa (campionato iraniano) - Sepahan (Coppa d'Iran)        | Non disputatasi. Saipa (campionato iraniano) - Sepahan (Coppa d'Iran)        | Non disputatasi. Saipa (campionato iraniano) - Sepahan (Coppa d'Iran)        | Non disputatasi. Saipa (campionato iraniano) - Sepahan (Coppa d'Iran)        | Non disputatasi. Saipa (campionato iraniano) - Sepahan (Coppa d'Iran)        |
| 2008 | Non disputatasi. Persepolis (campionato iraniano) - Esteghlal (Coppa d'Iran) | Non disputatasi. Persepolis (campionato iraniano) - Esteghlal (Coppa d'Iran) | Non disputatasi. Persepolis (campionato iraniano) - Esteghlal (Coppa d'Iran) | Non disputatasi. Persepolis (campionato iraniano) - Esteghlal (Coppa d'Iran) | Non disputatasi. Persepolis (campionato iraniano) - Esteghlal (Coppa d'Iran) |
| 2009 | Non disputatasi. Esteghlal (campionato iraniano) - Zob Ahan (Coppa d'Iran)   | Non disputatasi. Esteghlal (campionato iraniano) - Zob Ahan (Coppa d'Iran)   | Non disputatasi. Esteghlal (campionato iraniano) - Zob Ahan (Coppa d'Iran)   | Non disputatasi. Esteghlal (campionato iraniano) - Zob Ahan (Coppa d'Iran)   | Non disputatasi. Esteghlal (campionato iraniano) - Zob Ahan (Coppa d'Iran)   |
| 2010 | Non disputatasi. Sepahan (campionato iraniano) - Persepolis (Coppa d'Iran)   | Non disputatasi. Sepahan (campionato iraniano) - Persepolis (Coppa d'Iran)   | Non disputatasi. Sepahan (campionato iraniano) - Persepolis (Coppa d'Iran)   | Non disputatasi. Sepahan (campionato iraniano) - Persepolis (Coppa d'Iran)   | Non disputatasi. Sepahan (campionato iraniano) - Persepolis (Coppa d'Iran)   |
| 2011 | Non disputatasi. Sepahan (campionato iraniano) - Persepolis (Coppa d'Iran)   | Non disputatasi. Sepahan (campionato iraniano) - Persepolis (Coppa d'Iran)   | Non disputatasi. Sepahan (campionato iraniano) - Persepolis (Coppa d'Iran)   | Non disputatasi. Sepahan (campionato iraniano) - Persepolis (Coppa d'Iran)   | Non disputatasi. Sepahan (campionato iraniano) - Persepolis (Coppa d'Iran)   |
| 2012 | Non disputatasi. Sepahan (campionato iraniano) - Esteghlal (Coppa d'Iran)    | Non disputatasi. Sepahan (campionato iraniano) - Esteghlal (Coppa d'Iran)    | Non disputatasi. Sepahan (campionato iraniano) - Esteghlal (Coppa d'Iran)    | Non disputatasi. Sepahan (campionato iraniano) - Esteghlal (Coppa d'Iran)    | Non disputatasi. Sepahan (campionato iraniano) - Esteghlal (Coppa d'Iran)    |
| 2013 | Non disputatasi. Esteghlal (campionato iraniano) - Sepahan (Coppa d'Iran)    | Non disputatasi. Esteghlal (campionato iraniano) - Sepahan (Coppa d'Iran)    | Non disputatasi. Esteghlal (campionato iraniano) - Sepahan (Coppa d'Iran)    | Non disputatasi. Esteghlal (campionato iraniano) - Sepahan (Coppa d'Iran)    | Non disputatasi. Esteghlal (campionato iraniano) - Sepahan (Coppa d'Iran)    |
| 2014 | Non disputatasi. Foolad (campionato iraniano) - Tractor Sazi (Coppa d'Iran)  | Non disputatasi. Foolad (campionato iraniano) - Tractor Sazi (Coppa d'Iran)  | Non disputatasi. Foolad (campionato iraniano) - Tractor Sazi (Coppa d'Iran)  | Non disputatasi. Foolad (campionato iraniano) - Tractor Sazi (Coppa d'Iran)  | Non disputatasi. Foolad (campionato iraniano) - Tractor Sazi (Coppa d'Iran)  |
| 2015 | Non disputatasi. Sepahan (campionato iraniano) - Zob Ahan (Coppa d'Iran)     | Non disputatasi. Sepahan (campionato iraniano) - Zob Ahan (Coppa d'Iran)     | Non disputatasi. Sepahan (campionato iraniano) - Zob Ahan (Coppa d'Iran)     | Non disputatasi. Sepahan (campionato iraniano) - Zob Ahan (Coppa d'Iran)     | Non disputatasi. Sepahan (campionato iraniano) - Zob Ahan (Coppa d'Iran)     |
| 2016 | Zob Ahan                                                                     | 4-2                                                                          | Esteghlal Khuzestan                                                          | Stadio Foolad Shahr, Isfahan                                                 | 2 500                                                                        |
| 2017 | Persepolis                                                                   | 3-0                                                                          | Naft Teheran                                                                 | Stadio Azadi, Teheran                                                        | 40 000                                                                       |
| 2018 | Persepolis                                                                   | 3-0                                                                          | Esteghlal                                                                    | Stadio Azadi, Teheran                                                        | -                                                                            |
| 2019 | Persepolis                                                                   | N.D.                                                                         | N.D.                                                                         | -                                                                            | -                                                                            |
| 2020 | Persepolis                                                                   | 1-0                                                                          | Tractor                                                                      | Stadio Azadi, Teheran                                                        |                                                                              |
| 2021 | Foolad                                                                       | 1-0                                                                          | Persepolis                                                                   | Stadio Shahid Qasem Soleimani, Tabriz                                        |                                                                              |

## Vittorie per squadra
| Squadra             | Vittorie | Sconfitte | % vittorie | Anni vittorie          | Anni sconfitte |
| ------------------- | -------- | --------- | ---------- | ---------------------- | -------------- |
| Persepolis          | 4        | 1         | 80%        | 2017, 2018, 2019, 2020 | 2021           |
| Foolad              | 1        | 1         | 50%        | 2021                   | 2005           |
| Saba Battery        | 1        | 0         | 100%       | 2005                   |                |
| Zob Ahan            | 1        | 0         | 100%       | 2016                   |                |
| Esteghlal           | 0        | 1         | 0%         |                        | 2018           |
| Esteghlal Khuzestan | 0        | 1         | 0%         |                        | 2016           |
| Naft Teheran        | 0        | 1         | 0%         |                        | 2017           |
| Tractor             | 0        | 1         | 0%         |                        | 2020           |